# Centre culturel croate de Banja Luka
Pour les articles homonymes, voir HKC.
Le centre culturel croate de Banja Luka (en croate : Hrvatski Kulturni Centar ; en abrégé : HKC) est une institution culturelle située à Banja Luka, la capitale de la république serbe de Bosnie, en Bosnie-Herzégovine. Elle s'est donné comme objectif de préserver la culture et l'identité croates et, par l'intermédiaire de sa maison d'édition Pečat, de promouvoir la création littéraire en Bosnie-Herzégovine et, notamment, dans la région de Banja Luka.